# Seuil d'alerte (pollution de l'air)

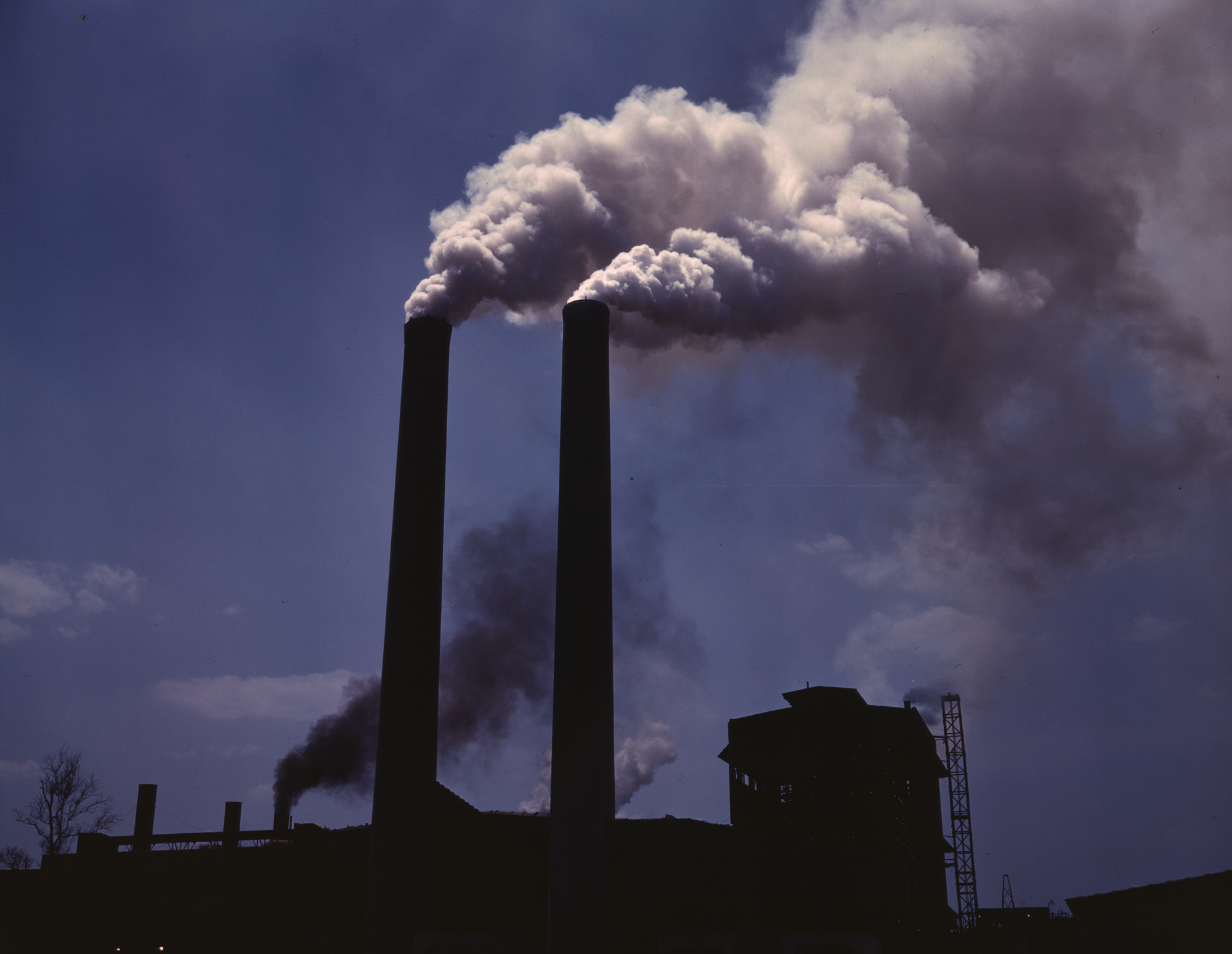
Cheminées d'usine.

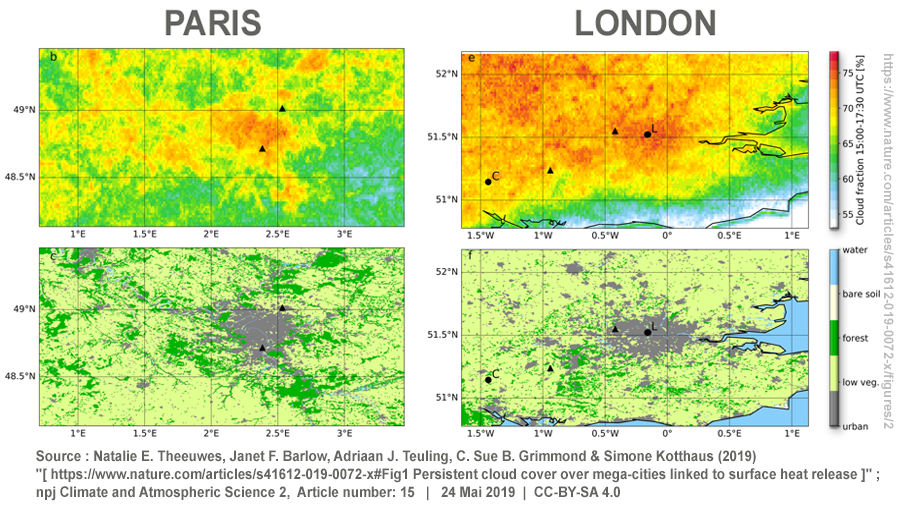
Nébulosité artificielle urbaine induite par le réchauffement urbain et la pollution particulaire à Paris et Londres (2019).

En Europe, dans le domaine de la pollution de l'air, les pays doivent intégrer dans leur droit national certains seuils de pollution à ne pas dépasser ou nécessitant une alerte de la population définie par la Directive 2001/81/CE du 23 octobre 2001 relative aux plafonds d’émission nationaux de certains polluants atmosphériques.
En France, pour limiter les impacts de la pollution de l'air sur la santé, après dépassement d'un premier seuil dit  niveau « d'information et de recommandations», si la pollution continue à augmenter ou que les modèles météorologiques et de pollution prévoient qu'elle devrait continuer à augmenter, des procédures d'alertes peuvent être déclenchées (dans les agglomérations ou dans certaines zones industrielles ou sur certains axes de transports) par les administrations compétentes.

La définition française officielle du seuil d'alerte est :
- le « niveau de concentration de substances polluantes dans l'atmosphère, fixé sur la base de connaissances scientifiques, au-delà duquel une exposition de courte durée présente un risque pour la santé humaine ou de dégradation de l'environnement, à partir duquel des mesures d'urgences doivent être prises ».
Dans un Arrêté préfectoral relatif à la « procédure d'information, de recommandation et d'alerte », en cas de pollution atmosphérique, le seuil d'alerte est qualifié de deuxième niveau de pollution (le premier étant le  niveau « d'information et de recommandations»).

## France

### Histoire
- La région Île-de-France a été la première région à mettre en place (le 25 avril 1994) une procédure d'information et d'alerte du public en cas de dépassement de certains seuils de pollution de l'air. Ces seuils ont été plusieurs fois renforcés. Ils sont mis à jour sur le site d'Airparif.
- la réglementation française, comme les textes européens, vise une réduction de la pollution[1].

### Seuils et valeurs limites
- Seuils : Ils sont définis par la Loi sur l'air [2] du 30 décembre 1996 (dite loi « LAURE »)
- valeur limite : elle est définie, par polluant, comme le « niveau maximal de concentration de ce polluant dans l'atmosphère, fixé sur la base des connaissances scientifiques, dans le but d'éviter, de prévenir ou de réduire les effets nocifs de ces substances pour la santé humaine ou pour l'environnement ».

- Exemples

- pollution particulaire : seuil d’alerte pour la moyenne journalière : 125µg/m3

### Polluants concernés
Ce sont au moins :
- dioxyde d'azote

un « niveau » (d'information ou d'alerte) est déclaré atteint, dès que les moyennes horaires glissantes (moyenne de 4 mesures quart-horaires) dépassent le seuil correspondant.
- Niveau d'information et de recommandations 200 µg/m3
- Niveau d'alerte : 400 µg/m3 pour la valeur moyenne sur 1 heure, ou 200 µg/m3 si le seuil d'information déclenché la veille et le jour même et si risque de dépassement pour le lendemain.
- * NOx

- Seuil d’alerte : 400 µg/m3 en moyenne horaire ou 200 µg/m3 en moyenne horaire si la procédure d’information a été déclenchée la veille ou le jour même et qu’un nouveau risque est prévisible pour le lendemain.
- dioxyde de soufre

un « niveau » (d'information ou d'alerte) est déclaré atteint, dès que les moyennes horaires glissantes (moyenne de 4 mesures quart-horaires) dépassent le seuil correspondant.
- Niveau d'information et de recommandations 300 µg/m3
- Niveau d'alerte : 500 µg/m3 pour la valeur horaire sur 3 heures consécutives
- particules fines (PM)

pour les OM, un « niveau » (d'information ou d'alerte) est déclaré atteint quand la moyenne journalière glissante (moyenne des 24 heures glissantes arrêtée à 8h et 14h), dépasse le seuil correspondant.
- Niveau d'information et de recommandations 80 µg/m3 (en moyenne sur 24h)
- Niveau d'alerte : 125 µg/m3 (en moyenne sur 24h)
- ozone

un « niveau » (d'information ou d'alerte) est déclaré atteint, dès que les « moyennes horaires glissantes » (moyenne de 4 mesures quart-horaires) dépassent le seuil correspondant.
- Niveau d'information et de recommandations 240 µg/m3
- Niveau d'alerte : 125 µg/m3 (soit ~62 ppb) en moyenne sur 24h
seuil 1 : 240 µg/m3 (~0.12 ppm) pour la valeur moyenne sur 1 heure pendant 3 heures consécutives
seuil 2 : 300 µg/m3 (~0.15 ppm) pour la valeur moyenne sur 1 heure pendant 3 heures consécutives
seuil 3 : 360 µg/m3 (~0.18 ppm) pour la valeur moyenne sur 1 heure
Les seuils sont fixés par les textes réglementaires :
- Décret du 15/02/2002
- Décret du 12/11/2003
- Circulaire du 12/10/2007

Ils peuvent être mis à jour, notamment pour mise en conformité avec la règlementation européenne.

## Perspectives d'évolution
L'Europe a établi, via une directive (2010) des "plafonds d'émission nationaux" (limites d'émissions totales pour 6 polluants de l'air, à atteindre pour tous les États membres).
Des progrès ont été faits pour le dioxyde de soufre (responsable des pluies acides), l'ammoniac, les oxydes d'azote et certains composés organiques volatils mais les objectifs à longs termes en matière de qualité de l'air ne sont pas atteints. Une nouvelle directive devrait imposer des plafonds d'émission nationaux plus stricts et ajouter deux nouveaux polluants préoccupants :
- le méthane, car il est un puissant gaz à effet de serre (notamment émis par les estuaires)
- les particules fines, suies ("carbone noir") et poussières issues des moteurs, chaudières, dont du transport maritime [5]

## Métrologie
Les taux ou concentration de gaz ou particules à ne pas dépasser sont le plus souvent exprimés en :
- ppm ou ppmv (partie par million par volume)
- mg/m3 (milligrammes par mètre cube d'air)
- µg/m3 (microgrammes par mètre cube d'air)

pour une journée, une heure... (ou une certaine unité de temps, avec des moyennes ou pics à ne pas dépasser)